# Talavera thorelli
Thorell's zwartkop (Talavera thorelli) là một loài nhện trong họ Salticidae.
Loài này thuộc chi Talavera. Talavera thorelli được Wladislaus Kulczynski miêu tả năm 1891.